# Nationalgalerie (Athen)
Die Nationalgalerie (griechisch Εθνική Πινακοθήκη – Μουσείο Αλεξάνδρου Σούτζου) in Athen wurde in ihrer heutigen Form 1976 gegründet. Vorgänger war die unter Georgios Jakobides ausgebaute Sammlung der Städtischen Pinakothek aus dem frühen 19. Jahrhundert. Heute beherbergt die Sammlung etwa 9500 Kunstwerke.

## Geschichte

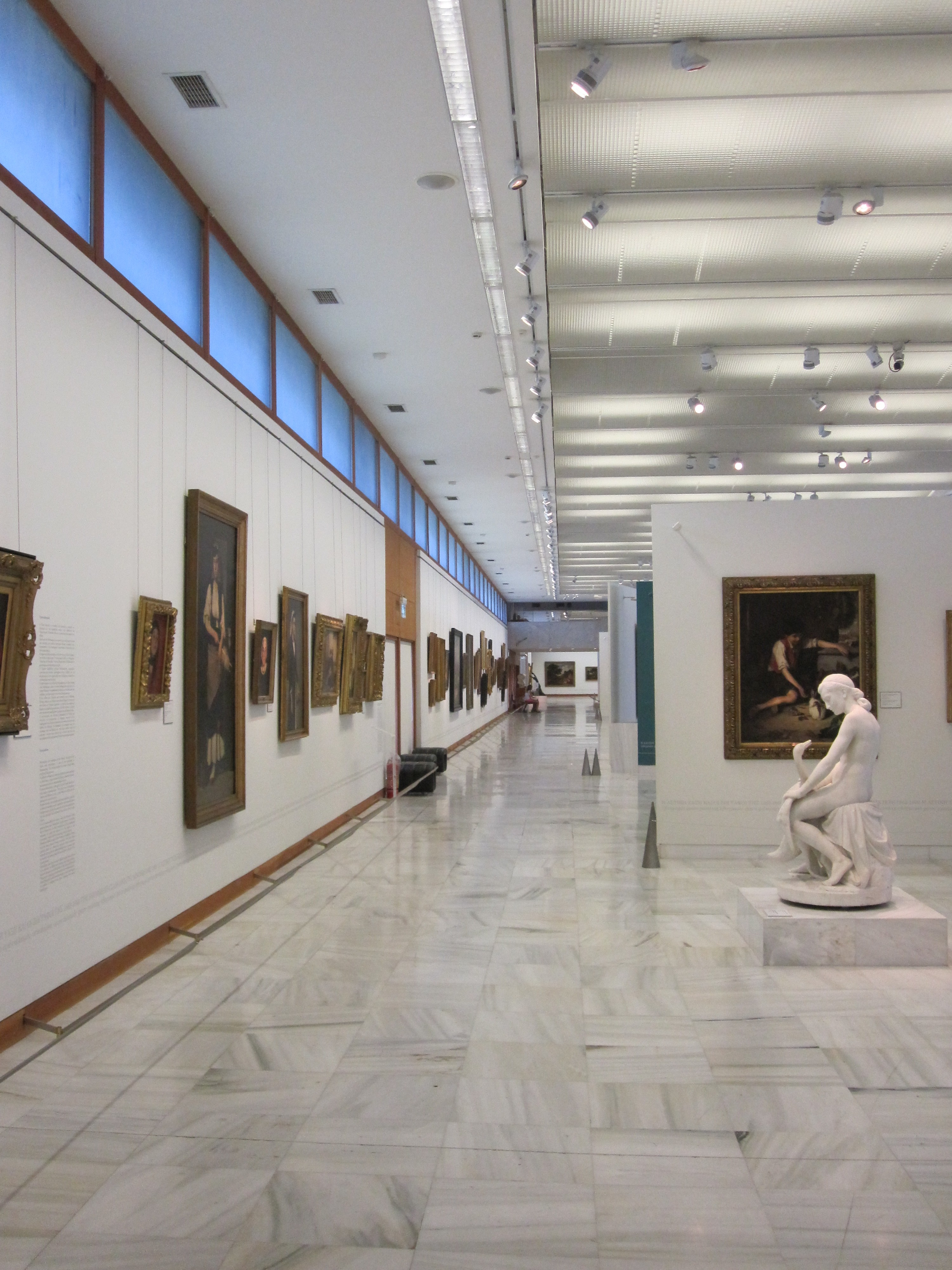
Nationalgalerie Athen, August 2011

Bereits 1834 wurde durch König Otto die Gründung einer Pinakothek in Athen geplant. Fehlende Geldmittel erlaubten zwar nicht den Bau eines Gebäudes, jedoch konnte ein Offizier, der Architekt Friedrich von Zentner im Auftrag des Königs eine Sammlung anlegen. Es folgten zahlreiche Schenkungen vor allem von Athener Familien, so dass die Sammlung bis 1878 auf 117 Gemälde anwuchs. Diese wurden vorläufig im Polytechnio ausgestellt. Andreas Soutsos stiftete 1896 den Betrag von 3 Millionen Drachmen zum Bau einer Pinakothek, die seither seinen Namen als Beinamen trägt. Nach dem Zweiten Weltkrieg fehlten erneut Geldmittel, so dass der Direktor Marinos Kalligas den Etat von 1949 fast ausschließlich nur zur Instandhaltung des Gebäudes einsetzen konnte. Alle Mitarbeiter waren ehrenamtlich tätig, vom geringen Überschuss konnten gerade mal zwei Kunstwerke gekauft werden, ein Werk von Iatras und eines von Volonakis, deren Wert sich in 20 Jahren vervielfacht hatte. Von großer Bedeutung war die Schenkung damals zeitgenössischer französischer Kunst durch das französische Kulturinstitut, darunter Werke von Braque, Bonnard, Gimond, Laurens, Matisse, Marquet und Picasso.

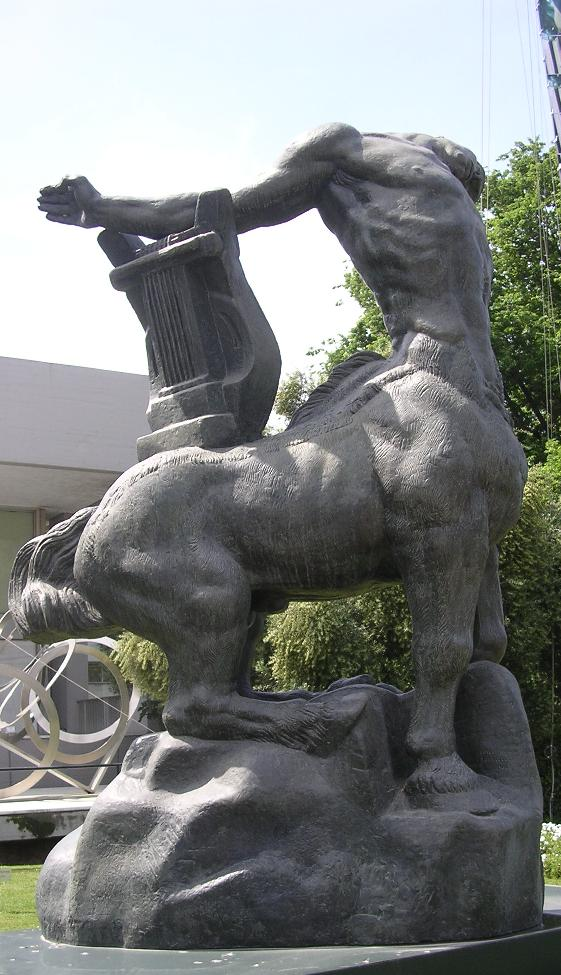
Centaure Mourant (1914) von Antoine Bourdelle

Das Gebäude der einstigen Nationalgalerie beherbergt heute die kommunale Galerie, während die Nationalgalerie seit den späten 1960er Jahren in einen Neubau gezogen ist.
Die 1999–2000 gezeigte Ausstellung El Greco - Identity and Transformation unter der Ägide von Marina Lambraki-Plaka wurde im Beisein des spanischen Königspaars eröffnet und war mit 630.000 Besuchern eine der erfolgreichsten Ausstellungen weltweit.
Die Nationalgalerie gibt drei Nachwuchskünstlern im Jahr die Möglichkeit auszustellen und finanziert auch den Katalog.

### Kunstraub am 9. Januar 2012
Am frühen Morgen des 9. Januar 2012 wurden Bilder von Piet Mondrian, Pablo Picasso und Guglielmo Caccia aus dem Museum gestohlen. Die Diebesbande war wohl gut organisiert und hatte vor dem Raub mehrere Fehlalarme ausgelöst.
Am 28. Juni 2021 wurde publik, dass die Polizei sowohl Frauenkopf, das Gemälde hatte Picasso dem griechischen Staat für seinen Widerstand gegen den Nationalsozialismus übergeben, (Schätzwert heute 16,5 Mio. Euro) als auch das Werk von Mondrian, allerdings beschädigt, in einem Lagerhaus 50 km entfernt von Athen sicherstellen konnte.

### Renovierung des Gebäudes
Nach Plänen des Architekturbüros Mylonas und Fatouros wurde das Museumsgebäude vergrößert und komplett renoviert. Nach 8 Jahren ist die Nationalgalerie seit dem 14. Mai 2021 wieder geöffnet. In dem modernen Bau gibt es neben den Ausstellungsräumen auch einen Veranstaltungsraum für 450 Personen.

## Sammlungen

### Sammlung des 19. und 20. Jahrhunderts

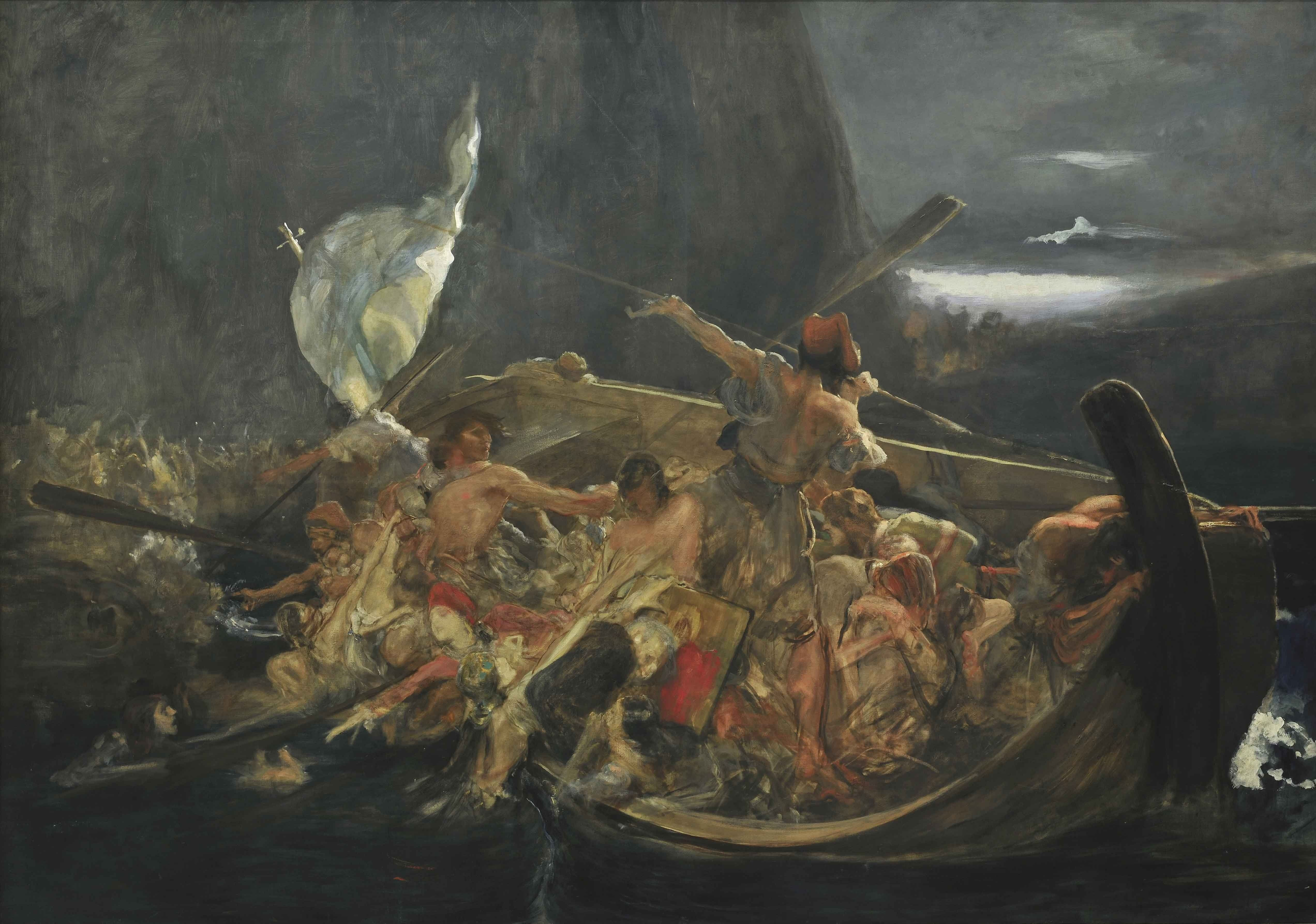
Nach der Zerstörung von Psara (1898) von Nikolaus Gysis

Schwerpunkt der Sammlung ist naturgemäß die Kunst Griechenlands des 19. und 20. Jahrhunderts. Die sogenannte Athener Schule um Georgios Jakobides ist mit Werken von Nikiphoros Lytras, Nikolaus Gysis, Konstantinos Volanakis und anderen vertreten. Von Iakovos Rizos besitzt das Museum das Gemälde Auf der Terrasse. Des Weiteren sind Werke von Künstlern der Moderne wie Lucas Samaras ausgestellt.
Die internationale Sammlung ist kleiner, aber mit Werken unter anderem von Eugène Delacroix, Auguste Rodin, Albert Marquet, Piet Mondrian und Pablo Picasso ebenfalls durchaus hochkarätig.

### Europäische Malerei der Renaissance

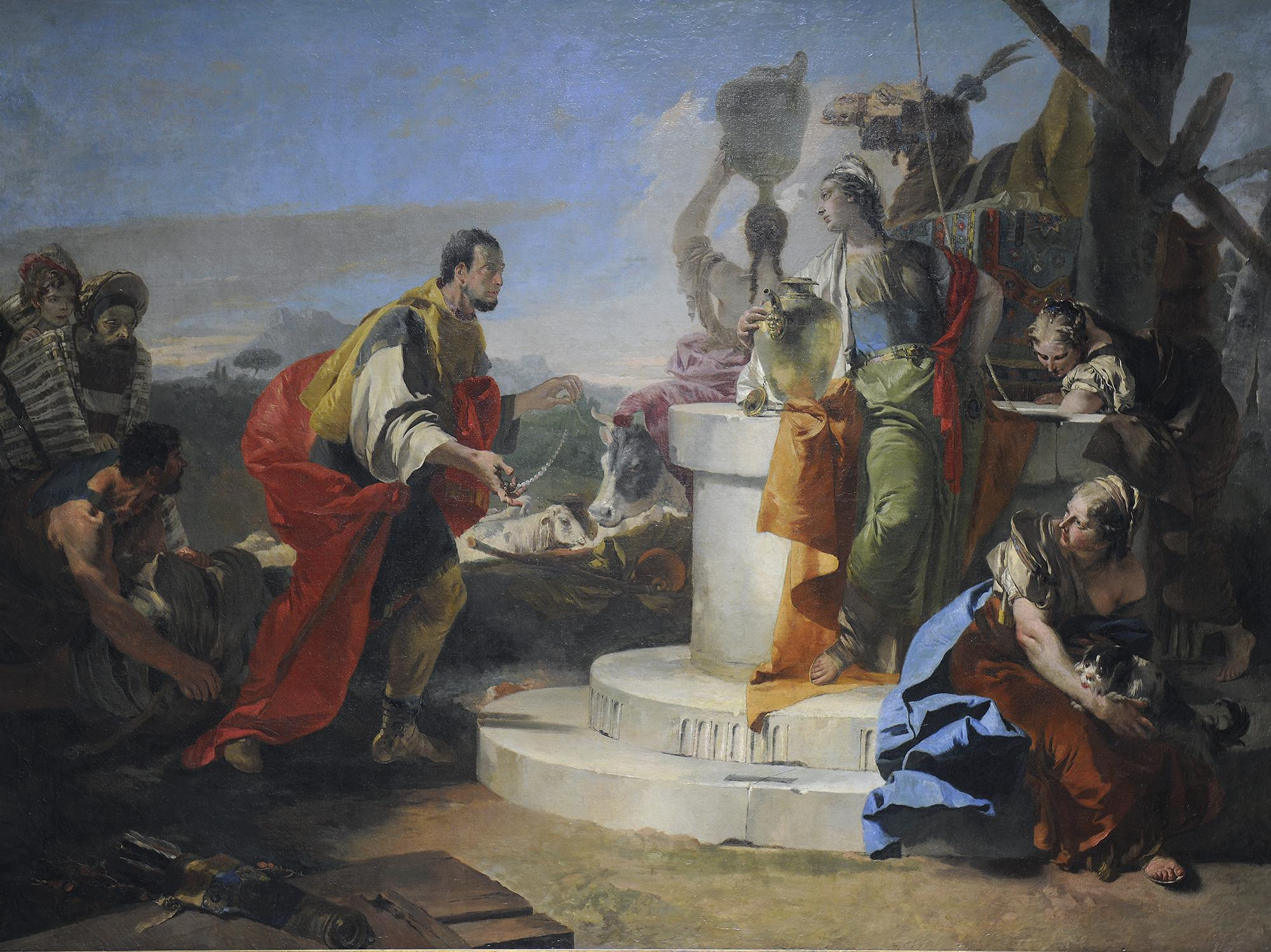
Eliezer und Rebecca von Giovanni Battista Tiepolo

Bedingt durch die späte Unabhängigkeit Griechenlands erst im 19. Jahrhundert, gab es keine Sammlungen, an die hätte angeknüpft werden können. Trotzdem gelang es, eine respektable Gemäldesammlung zusammenzustellen; sie weist einige Lücken auf, die aber mit Radierungen und Zeichnungen ausgefüllt werden. Aus jener Zeit werden Werke gezeigt u. a. von Lorenzo Veneziano (1357–1379), El Greco, Jacob Jordaens, Luca Giordano und Giovanni Battista Tiepolo.

## Dependancen
Mittlerweile betreibt das Museum fünf Dependancen: das Skulpturenmuseum Nationale Glyptothek in der Nähe der Metrostation Katehaki, in Sparta, Korfu, Nafplio und das ehemalige Atelier von Christos Kapralos auf Ägina.